# Luke Pollard
Luke Pollard (sinh ngày 10 tháng 4 năm 1980) là một chính khách Lao động và Hợp tác người Anh, từng là Nghị sĩ Quốc hội (MP) cho Plymouth Sutton and Devonport kể từ khi ông nhận được nó từ Oliver Colvile của đảng Bảo thủ vào năm 2017. Ông được bổ nhiệm làm Ngoại trưởng Bóng tối về Môi trường, Thực phẩm và Các vấn đề nông thôn vào tháng 1 năm 2020.

## Đời tư
Pollard sống ở Peverell, Plymouth cùng với bạn đời của mình, Sydney, một vũ công đương đại. Pollard là thành viên quốc hội đồng tính công khai đầu tiên của Plymouth. Ông hỗ trợ Câu lạc bộ bóng đá Plymouth Argyle và Đội bóng rổ Plymouth Raiders. Ông là một người bơi lội hoang dã. Ông là thành viên của công đoàn Unite và GMB.